# 旗山駅 (高雄県)
旗山駅（きさんえき）は台湾高雄市旗山区（当時は高雄県旗山鎮）にかつてあった台湾糖業鉄道旗尾線の駅。

## 駅構造
駅舎の前方（北側）と後方（南側）に五分車の線路があり、南側は東の旗尾糖廠方、美濃・竹頭角方面に向かい
九曲堂方面の上り列車は駅直後に南方に転じる。初期は杉林方面への貨物支線が駅前方から伸びていた。

### 建築
駅舎は和洋折衷の設計が採用されている。正面から左は八角形の尖塔、半八角形の屋根全体は西洋風、右側の三角屋根および「はかま腰屋根」を採用した妻側とその内部の梁は日本風を折衷している。ホームは武徳殿と同様「台湾煉瓦」社製の赤レンガが、一部は備前焼の床タイルが使用されている。路線廃止後長期間放置され、その間4度の火災に見舞われたため、当局が一度は撤去を計画した。文化資産登録と修復を終えたものの、2015年には天井板の塗料が劣化、また外壁が台風で一部破損したため一般公開を中断し翌年春まで閉鎖のうえで再修復が行われた。現在は糖鐵故事館という名称で資料館となっている。

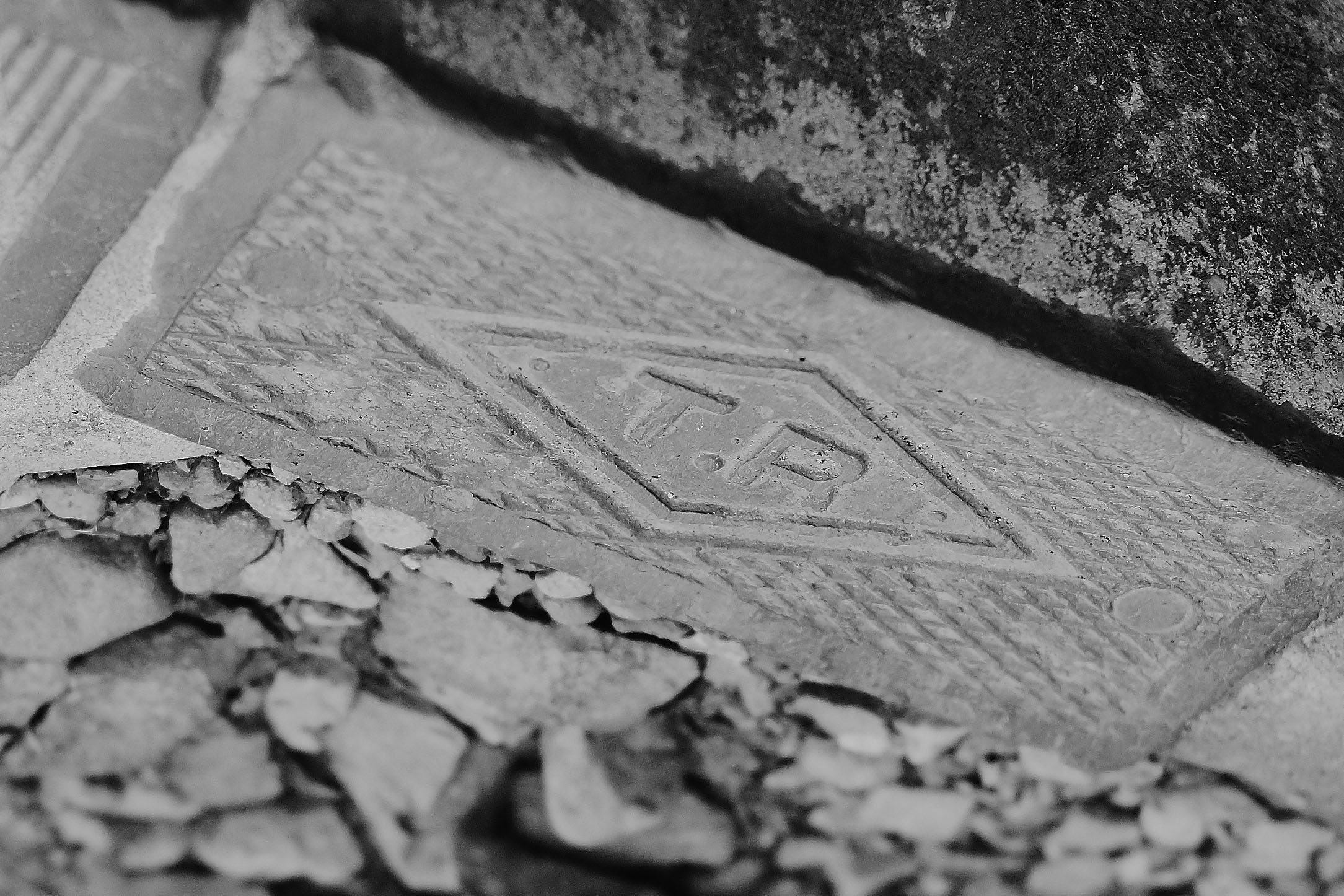
台湾煉瓦（TR）のロゴ（当駅のものではない参考画像）
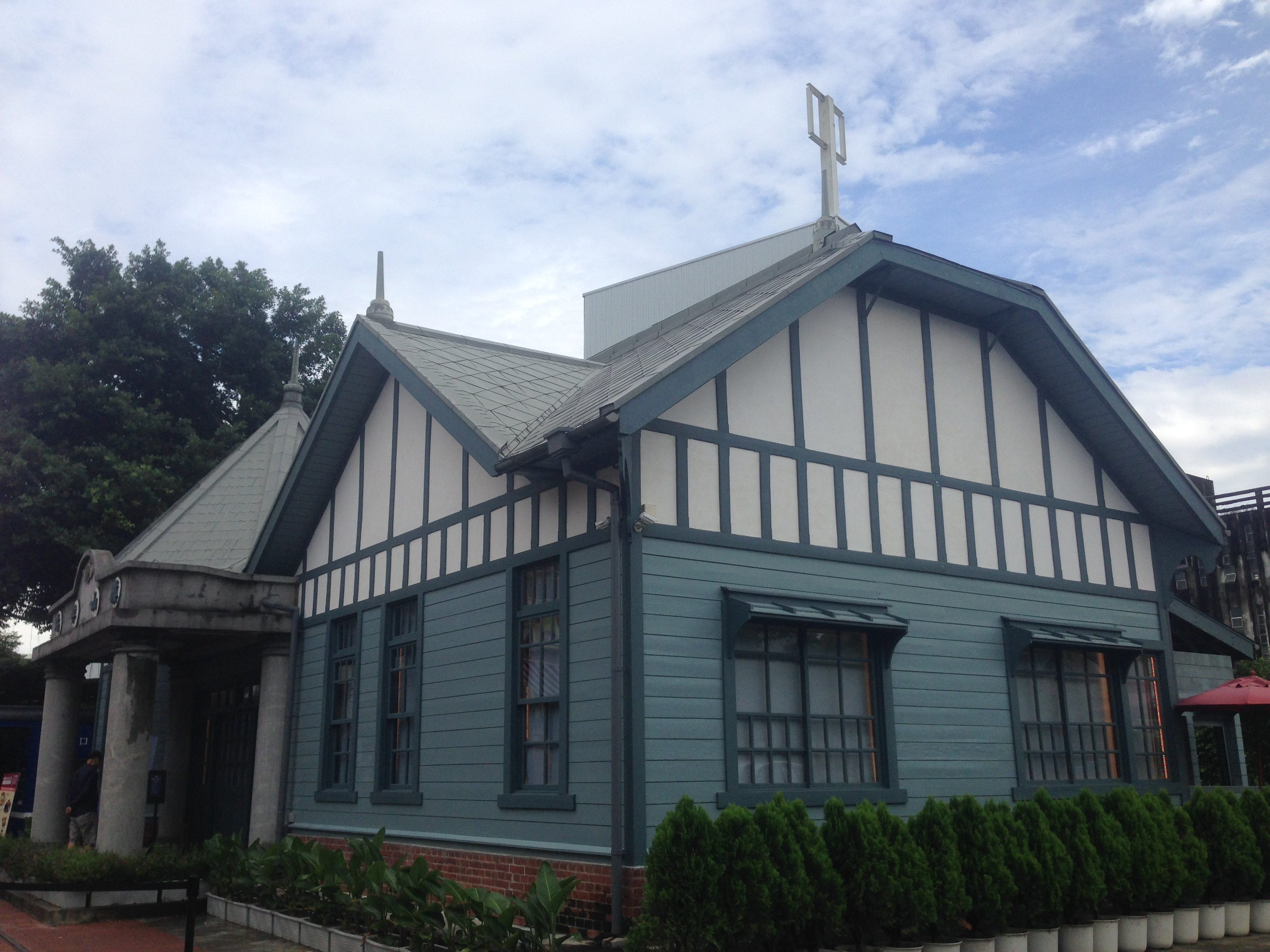
妻側
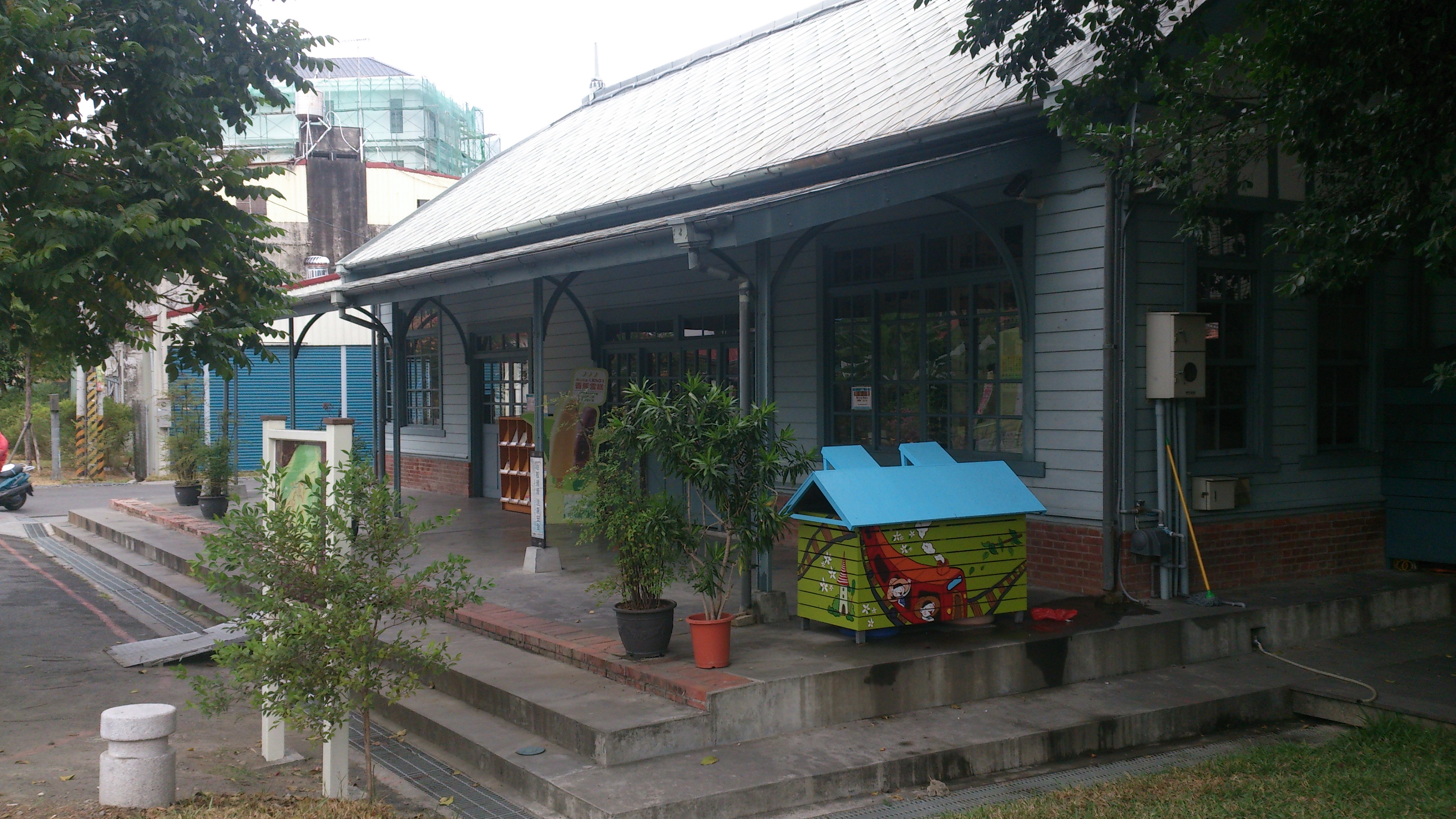
ホーム側

## 利用状況

### 駅営業時
1930年代に年間旅客数が10万人から30万人に急増し、1937年には37万人を記録した。これは当時の高雄州管内では屏東駅と高雄駅（高雄港駅）に次ぐ3位だった。

## 歴史
- 1910年（明治43年）8月20日 - 高砂製糖株式会社（のちに塩水港製糖）旗尾線九曲堂駅～旗尾駅間の開通に伴い蕃薯藔驛として開業[註 1][3][1]。
- 1913年から1915年の間 - 現駅舎が落成。
- 1920年大正9年（1920年）10月1日 - 行政区画再編に伴い旗山驛に改称[4][註 2]。
- 1920年代 - 台湾製糖が事業を継承[1]。
- 戦後 - 台湾糖業公司が事業を継承[1]。
- 1973年 - 旅客輸送を休止[5]。
- 1978年 - 旅客輸送全線廃止[6][1]。
- 1982年 - 軌道撤去[1]。
- 2001年 - 行政院文化建設委員会主催の「台湾歴史建築百景」で投票により16位に選出される[7]。
- 2005年7月14日 - 高雄県の指定歴史建築に登録公告
- 2009年7月25日 - 修復完成。
- 2016年
  - 3月24日 - ベルギー製353号蒸気機関車が展示される[8]。
  - 4月1日 - 糖鉄故事館として再オープン[9]。

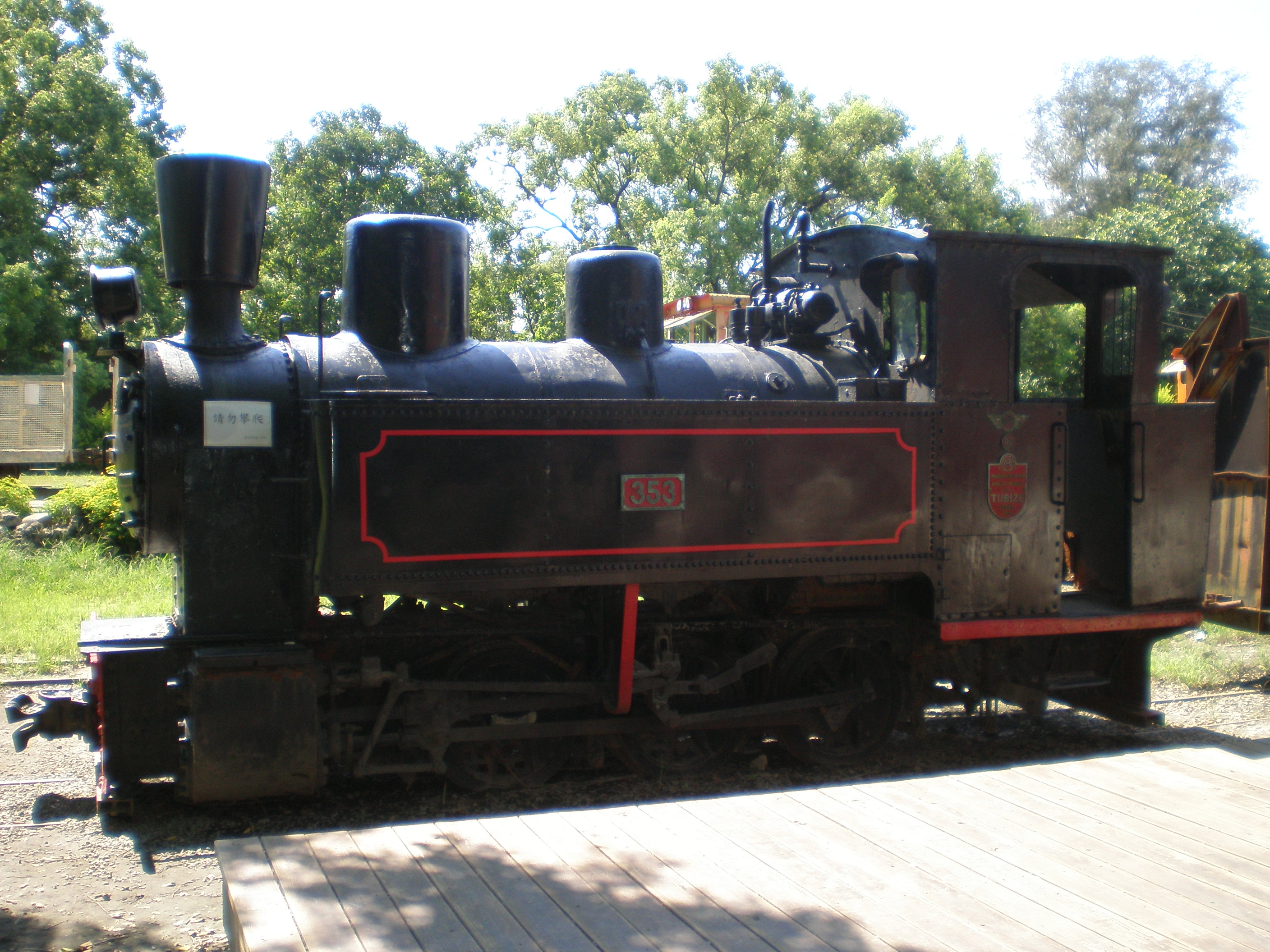
台糖353号蒸気機関車

## 立地

### 駅周辺
- 旗山老街（中国語版）
- 中華郵政旗山郵局
- 旗山孔廟
- 旗山武徳殿
- 旗山天后宮

### 交通
- 高雄客運運行の高雄市公車一般公路客運路線で市内各地（高鉄左営駅、高雄駅、岡山転運站（中国語版）（岡山駅）、鳳山転運站（中国語版）（捷運大東駅））などからの直行便がある。